# Wilmington (Devon)
Wilmington – wieś w Anglii, w hrabstwie Devon, w dystrykcie East Devon. Leży 32 km na wschód od miasta Exeter i 223 km na zachód od Londynu.